# محمد عبدالرضا
محمد عبدالرضا (انگلیسی: Mohamed Abdulredha؛ زادهٔ ۲۷ سپتامبر ۱۹۸۹) بازیکن هندبال اهل بحرین است.